# میراث جهانی

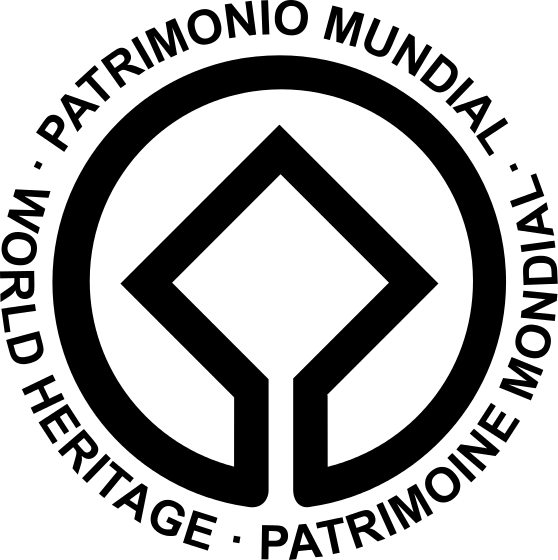
نامواره میراث جهانی یونسکووبسایت: https://whc.unesco.org/en/list/ (انگلیسی)

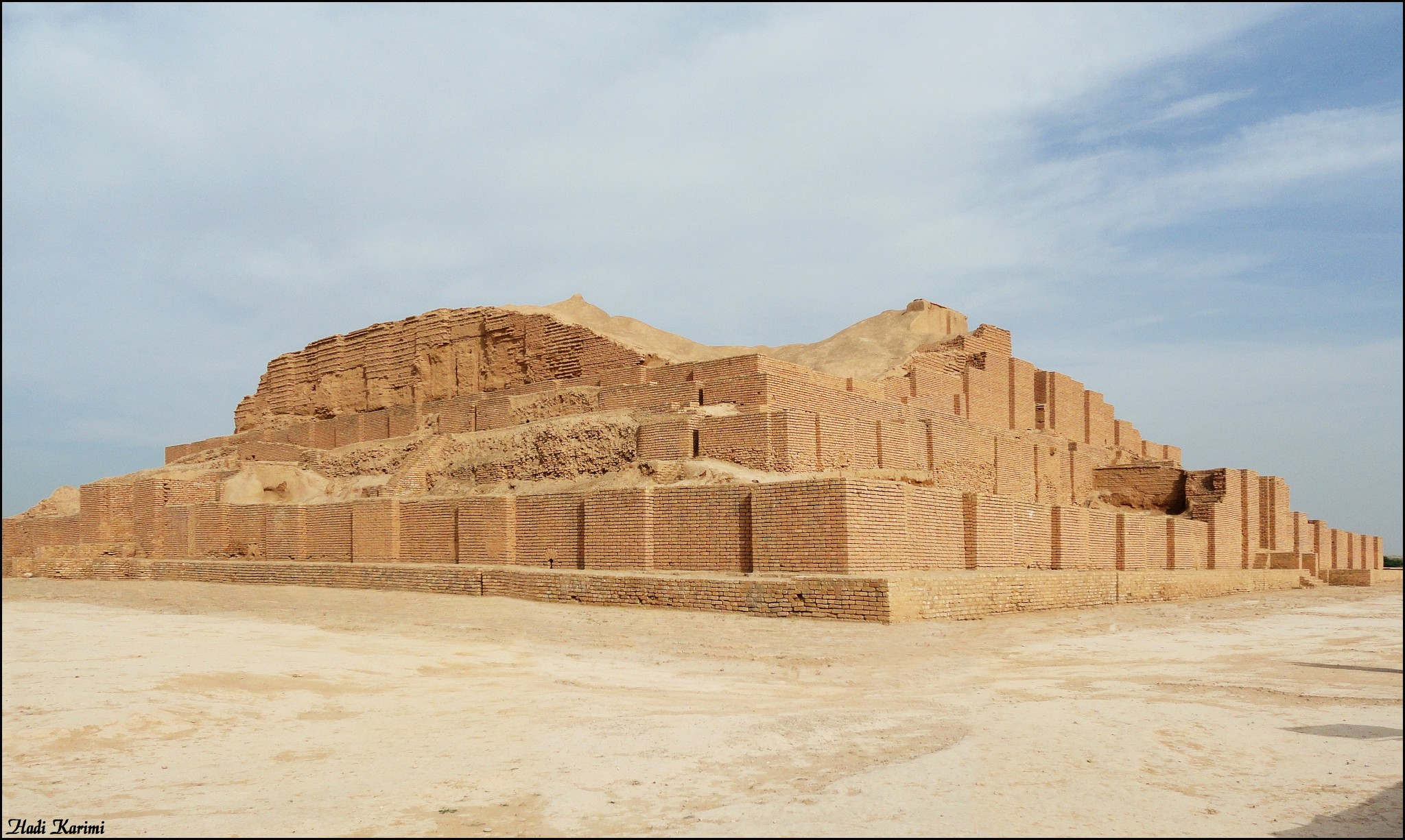
سایت شماره ۱۱۳: چغازنبیل در ایران

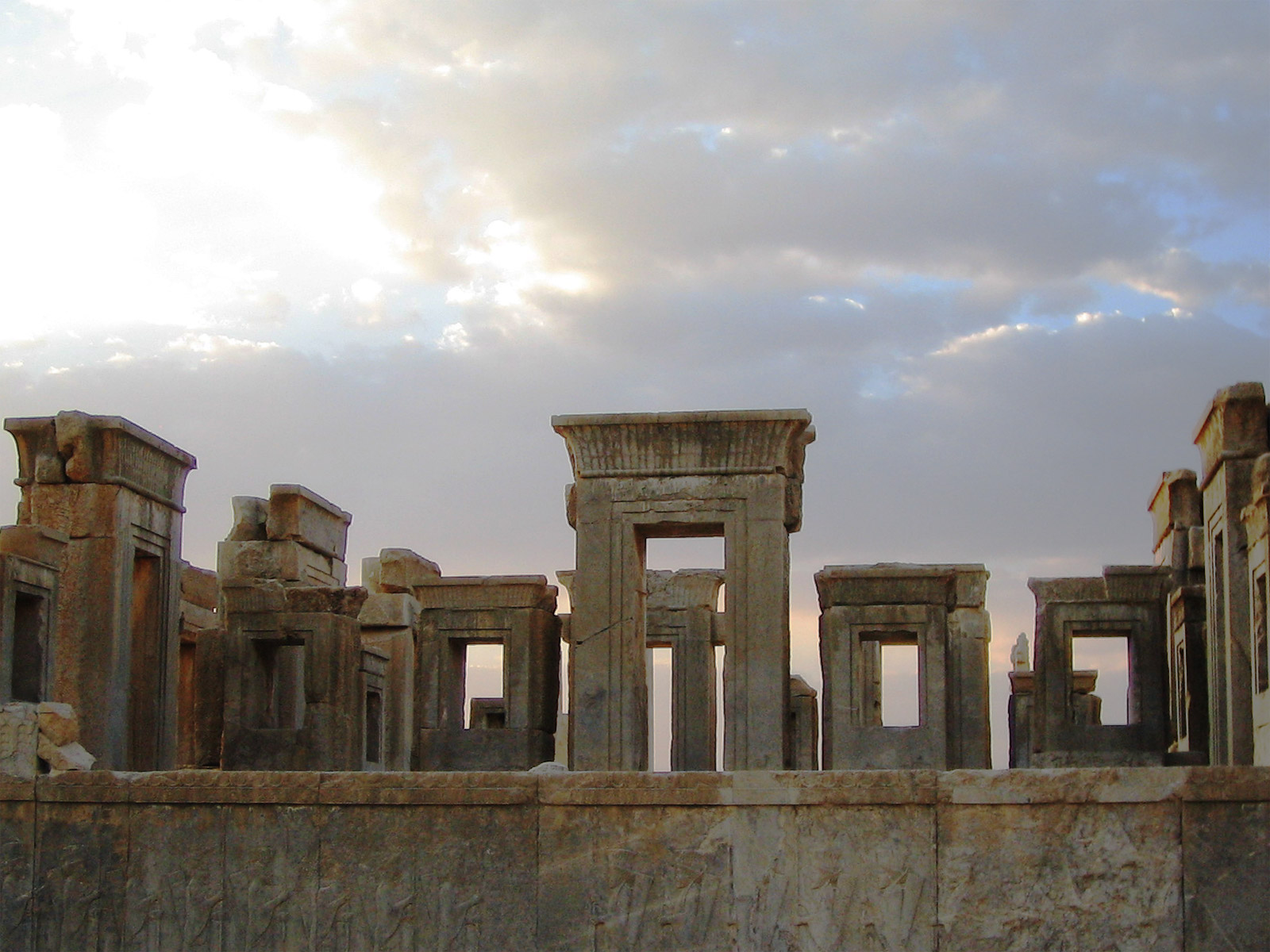
سایت شماره ۱۱۴: تخت جمشید در ایران

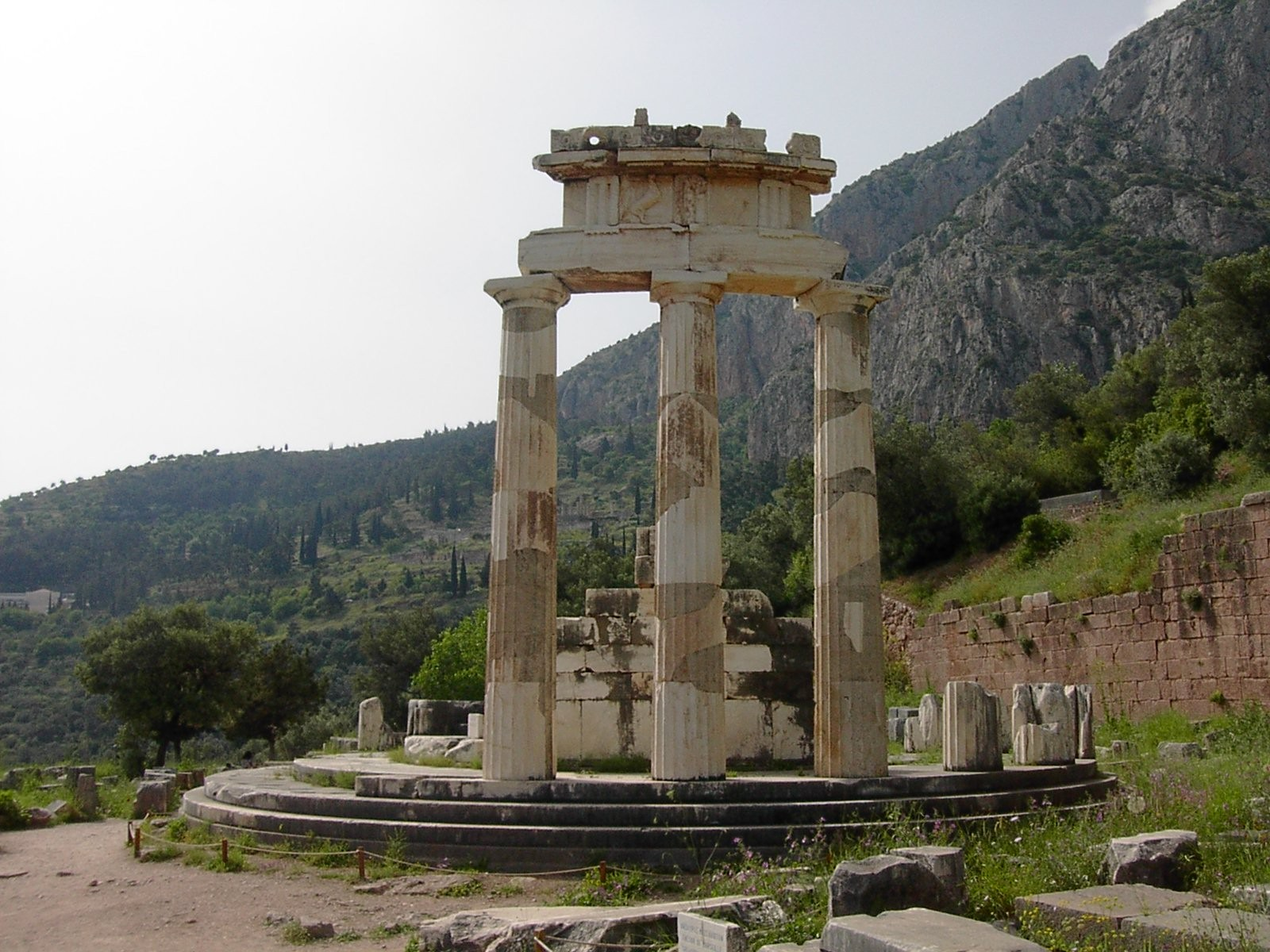
سایت شماره ۳۹۳: معبد دلفی در یونان

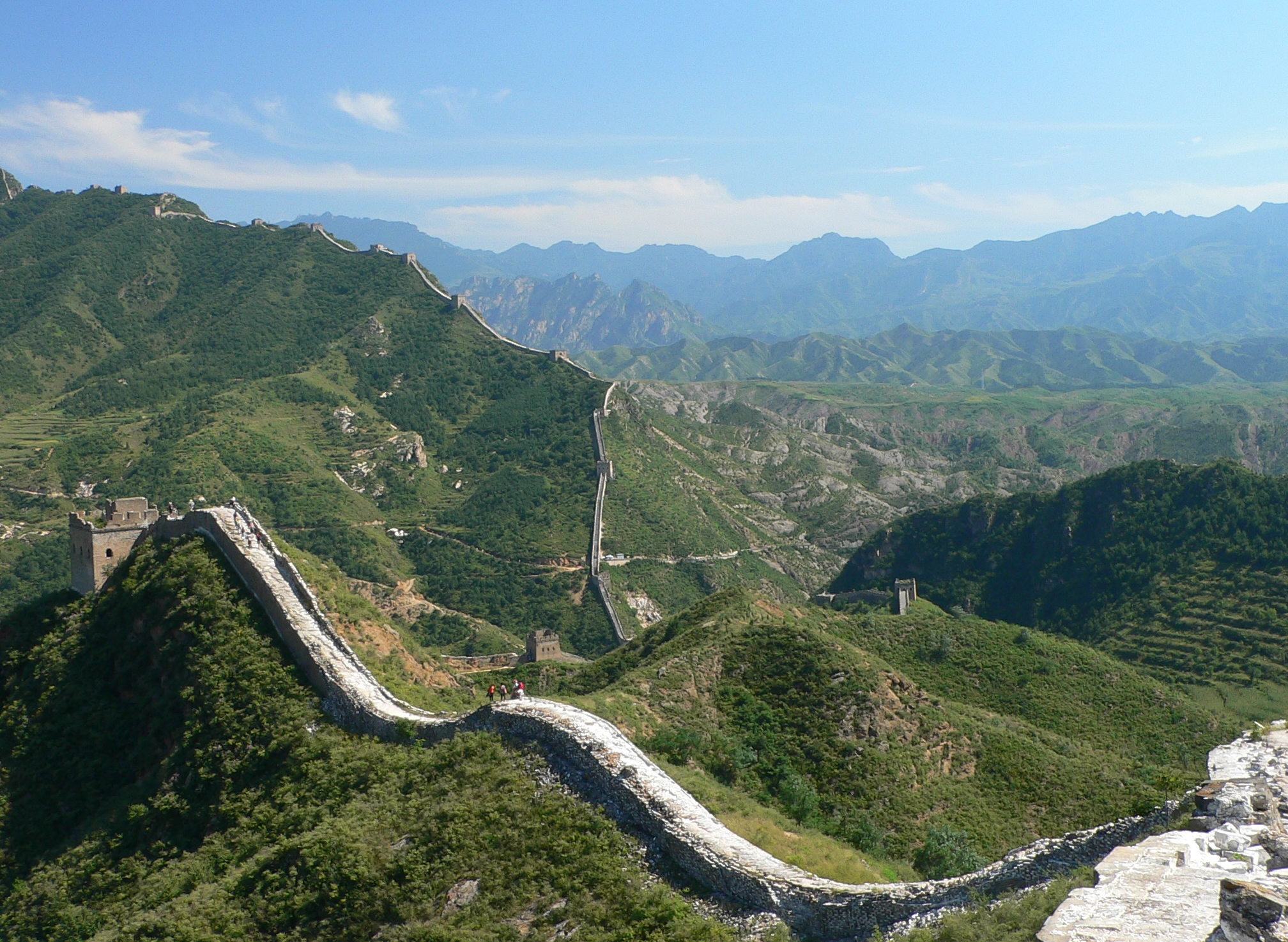
سایت شماره ۴۳۸: دیوار بزرگ در چین.

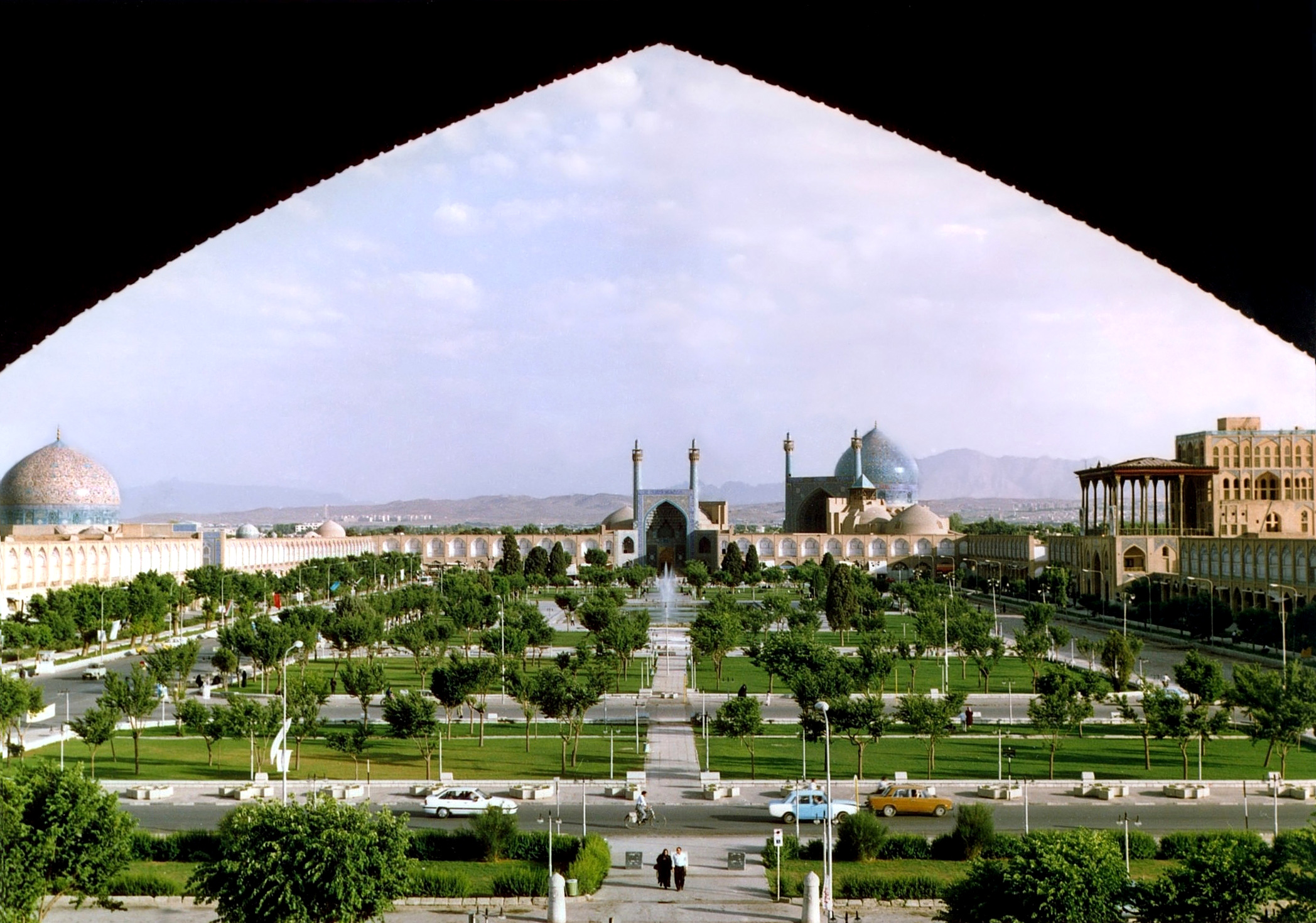
میدان نقش جهان میدان بزرگ مستطیل شکلی در شهر اصفهانِ ایران است که جزء میراث جهانی یونسکو است.

میراث جهانی یونسکو (به انگلیسی: World Heritage Sites) به مجموعه مکان‌های فرهنگی یا طبیعی ثبت‌شده در سازمان جهانی یونسکو مانند جنگل، کوه، آبگیر، صحرا، بقعه، ساختمان، مجموعه یا شهر گفته می‌شود که به صورت فهرستی توسط کمیته میراث جهانی یونسکو همه ساله برگزیده شده‌اند.
سایت‌هایی که در این فهرست قرار می‌گیرند بر اساس کنوانسیون حفاظت از میراث جهانی فرهنگی و طبیعی متعلق به تمام انسان‌های زمین، فارغ از نژاد، مذهب و ملیت خاص، محسوب می‌شوند و دولت‌ها موظف به حفظ و نگهداری این آثار هستند.
بر پایه این کنوانسیون کشورهای عضو یونسکو، می‌توانند آثار تاریخی، طبیعی و فرهنگی کشور خود را نامزد ثبت به‌عنوان میراث جهانی کنند. حفاظت از این آثار پس از ثبت در عین باقی‌ماندن در حیطه حاکمیت کشور مربوط، به عهده تمام کشورهای عضو خواهد بود.
این کنوانسیون از یک دیباچه و ۳۸ ماده در هشت فصل تشکیل شده است.
تا ماه ژوئیه سال ۲۰۱۹ میلادی، ۱۱۲۱ اثر، شامل ۸۶۹ اثر فرهنگی، ۲۱۳ اثر طبیعی و ۳۹ اثر مشترک از ۱۶۹ کشور به ثبت رسیده است که از این تعداد، ایتالیا و چین هر دو با ۵۵ اثر، اسپانیا با ۴۸ اثر، آلمان با ۴۶ اثر، فرانسه با ۴۵ اثر، هند با ۳۸ اثر و مکزیک با ۳۵ اثر، بیشترین تعداد ثبت‌شده در میراث جهانی یونسکو داشته‌اند.
در حوزه کشورهای زبان فارسی نیز ایران با داشتن ۲۶ اثر، شامل ۲۴ اثر فرهنگی و ۲ اثر طبیعی، افغانستان با ۲ اثر فرهنگی و تاجیکستان با یک اثر فرهنگی و یک اثر طبیعی حضور دارند.

## کمیته میراث جهانی یونسکو
میراث جهانی بین‌المللی، که توسط کمیته میراث جهانی سازمان یونسکو که ترکیبی از ۲۱ کشور عضو می‌باشد که توسط مجمع عمومی سازمان ملل متحد، هر چهار سال یکبار تعیین می‌شوند.

## آثار حفاظت‌شده
بر اساس اعلام سال ۱۳۹۲، ۹۶۲ اثر در فهرست میراث جهانی یونسکو، در این سازمان ثبت
شده‌اند، که ۷۴۵ اثر، جز آثار فرهنگی، ۱۸۸ اثر جز آثار طبیعی و ۲۹ اثر دیگر ترکیبی هستند.

## فرایند نامزد شدن برای ثبت در فهرست میراث جهانی یونسکو
ابتدا کشور متقاضی بایستی فهرستی از مکان‌های مهم طبیعی و فرهنگی خود تهیه نماید. این فهرست، «فهرست احتمالی» نامیده می‌شود. در صورتی که مکانی در این فهرست نباشد نمی‌تواند بعداً نیز برای ثبت در فهرست میراث جهانی نامزد شود. سپس آن کشور می‌تواند مکان مورد نظر را از فهرست احتمالی در پروندهٔ نامزدی قرار دهد.
پروندهٔ نامزدی توسط شورای بین‌المللی ابنیه و محوطه‌ها و اتحادیه بین‌المللی حفاظت از طبیعت ارزیابی می‌شود. نتایج و توصیه‌های به دست آمده از این ارزیابی به
کمیته میراث جهانی یونسکو تحویل می‌شود. این کمیته سالانه یک بار برای بررسی امکان‌پذیرش مکان‌های نامزد شده تشکیل می‌شود که گاهی تصمیمات نهایی را جهت کسب اطلاعات بیشتر به تعویق می‌اندازند یا به کشور درخواست دهنده ارجاع می‌دهند. ده معیار برای پذیرش یک مکان به عنوان میراث جهانی یونسکو وجود دارد که مکان مورد نظر بایستی حداقل یکی از آن‌ها را دارا باشد.
یونسکو از ابتدا به حفاظت بناهای تاریخی و موارد دیگری مثل تربیت افراد متخصص برای نگهداری و مرمت آثار تاریخی توجه نشان می‌داد. در این سازمان فهرستی از آثار جهانی که واجد شرایط و معیارهای پذیرفته شده یونسکو است وجود دارد، که در واقع پس از بررسی درخواست‌ها و مشاهدهٔ کارشناسان مربوط رأی به ثبت اثر داده می‌شود و این چنین اثر مربوط جزئی از آثار جهانی می‌شود. هنگامی که دولتی تصمیم می‌گیرد اثری را به عنوان اثر جهانی در یونسکو به ثبت برساند موظف می‌شود، حفاظت و مراقبت از اثر را عهده‌دار شود.

## معیارها
هر مکان دست کم باید یکی از معیارهای بیان شده را برای ثبت در میراث جهانی دارا باشد.
|                      | معیارهای فرهنگی | معیارهای فرهنگی | معیارهای فرهنگی | معیارهای فرهنگی | معیارهای فرهنگی | معیارهای فرهنگی | معیارهای طبیعی | معیارهای طبیعی | معیارهای طبیعی | معیارهای طبیعی |
| -------------------- | --------------- | --------------- | --------------- | --------------- | --------------- | --------------- | -------------- | -------------- | -------------- | -------------- |
| راهنمای عملیاتی ۲۰۰۲ | I               | II              | III             | IV              | V               | VI              | I              | II             | III            | IV             |
| راهنمای عملیاتی ۲۰۰۵ | I               | II              | III             | IV              | V               | VI              | VIII           | IX             | VII            | X              |

معیارهای فرهنگی
- (i): نشان‌دهنده یک شاهکار از نبوغ و خلاقیت انسانی باشد.
- (ii): نشان‌دهنده تبادل ارزش‌های بشری در یک بازه زمانی در یک منطقه فرهنگی از لحاظ پیشرفت در معماری یا فناوری، برنامه‌ریزی شهری یا طراحی چشم‌انداز باشد.
- (iii): گواهی بی‌همتا یا دست‌کم استثنایی بر یک سنت فرهنگی یا تمدن زنده یا از میان رفته باشد.
- (iv): نمونه برجسته‌ای در معماری یا تکنولوژی که مرحلهٔ مهمی از تاریخ بشر را نشان دهد.
- (V): نمونه برجسته‌ای از تعامل بین انسان و محیط زیست یا نماینده یک فرهنگ باشد.
- (vi): به‌طور مستقیم یا ملموس مرتبط با رویدادها یا سنت‌های زندگی، افکار و عقاید یا آثار هنری یا ادبی دارای اهمیت عالی جهانی باشد.[۵]

معیارهای طبیعی
- (vii): پدیدهٔ بی‌نظیر طبیعی با زمینه‌های استثنایی و زیباشناسی باشد.
- (viii): نمونه برجسته از مراحل و تغییرات تاریخ زمین‌شناسی باشد.
- (ix): نمونهٔ برجسته از فرایندهای زیست‌محیطی و بیولوژیکی در تکامل و توسعه زمینی، اکوسیستم‌های ساحلی و دریایی و جوامع از گیاهان و حیوان‌ها باشد.
- (X): شامل زیستگاه‌های طبیعی مهم از نظر تنوع زیستی و حاوی گونه‌های در خطر باشد.[۵]

## آمار
| منطقه          | فرهنگی | طبیعی | ترکیبی | مجموع |
| -------------- | ------ | ----- | ------ | ----- |
| آمریکا و اروپا | ۴۶۳    | ۹۳    | ۱۳     | ۵۶۹   |
| آسیا-اقیانوسیه | ۱۳۸    | ۵۲    | ۹      | ۱۹۹   |
| آفریقا         | ۴۲     | ۳۳    | ۴      | ۷۹    |
| کشورهای عربی   | ۶۱     | ۴     | ۱      | ۶۶    |
| مجموع          | ۷۰۴    | ۱۸۲   | ۲۷     | ۹۱۳   |